# Zanobatus schoenleinii
Espèce
Répartition géographique
Statut de conservation UICN

 DD  : Données insuffisantes
La raie tigrée (Zanobatus schoenleinii) est une espèce de raies de la famille des Zanobatidae et de l'ordre des Myliobatiformes.

## Description
Cette raie d'environ 40 cm de long pour les mâles et 50 cm pour les femelles possède une face dorsale de couleur brunâtre avec un motif sombre composé de taches et de rayures sombres.

## Écologie et comportement

### Alimentation
La raie tigrée se nourrit de petits invertébrés comme les crevettes, sa proie principale.

### Reproduction
Cette espèce est ovovivipare et donne naissance de 1 à 4 petits d'environ 19 cm après une courte gestation. 